# Phyllodon glossoides
Phyllodon glossoides là một loài Rêu trong họ Hypnaceae. Loài này được (Bosch & Sande Lac.) P. Câmara miêu tả khoa học đầu tiên.